# Wioska przeklętych (film 1960)
Wioska przeklętych (ang. Village of the Damned) – brytyjski czarno-biały horror filmowy z 1960 roku w reżyserii Wolfa Rilli. Adaptacja powieści Johna Wyndhama pt. Kukułcze jaja z Midwich.

## Opis fabuły
Akcja toczy się w angielskim miasteczku Midwich, gdzie dochodzi do dziwnego zdarzenia. W środku dnia, mieszkańcy zapadają w sen, zaś kilka tygodni później okazuje się, że wszystkie młode kobiety są w ciąży. Na świat przychodzi dwanaścioro dzieci. Wszystkie są do siebie niezwykle podobne. Mają jasne włosy i hipnotyczne spojrzenie. W miarę dorastania okazują się oziębłe, opanowane i nad wiek rozwinięte intelektualnie. Doktor Gordon Zellaby próbuje zrozumieć zaistniałą sytuację i nawiązać kontakt z niezwykłymi dziećmi. Okazuje się, że dzieci, dysponujące niezwykłą mocą, stają się zagrożeniem dla swoich rodzin.

## Obsada
- George Sanders: doktor Gordon Zellaby
- Barbara Shelley: Anthea Zellaby
- Martin Stephens: David Zellaby
- Michael Gwynn: major Alan Bernard
- Laurence Naismith: doktor Willers
- Richard Warner: Harrington
- Jenny Laird: pani Harrington

## Nagrody i wyróżnienia
- 1962: nominacja Hugow kategorii: Najlepsza prezentacja dramatyczna (Ronald Kinnoch, Stirling Silliphant, Wolf Rilla)[3]